# Nereo
Nereo (in greco antico: Νηρεύς?, Nēréys) è un personaggio della mitologia greca figlio di Ponto e di Gea.

Secondo Esiodo è fratello di Ceto, di Taumante, di Forco ed Euribia.

## Aspetto
Viene raffigurato come un vecchio saggio che prediceva accadimenti, giusto e benevolo, chiamato da Omero «vegliardo del mare». 

## Genealogia
Fu il marito dell'oceanina Doride dalla quale ebbe le Nereidi e tra cui Alice e Teti (quest'ultima madre di Achille), con le quali dimorava in una grotta nelle profondità marine. Ebbe anche un figlio di nome Nerito.

## Mitologia
Nereo abitava in fondo al Mar Egeo e possedeva la facoltà di assumere forme diverse, in particolare quelle di serpente, acqua e fuoco, o quella di predire il futuro,  tipiche caratteristiche di molte divinità marine.
Fu lui a predire a Paride tutti i mali che sarebbero derivati dal rapimento di Elena di Troia e a indicare a Eracle le informazioni necessarie per raggiungere il Giardino delle Esperidi, ma, secondo molte versioni, nel suo caso non lo fece volontariamente: infatti chiunque poteva andare da Nereo con dei quesiti se riusciva a trovarlo, ma per obbligarlo a rispondere a una domanda bisognava “domarlo”, infatti essendo in  grado di assumere forme animali gli era facile sfuggire assumendo forme minuscole di pesce o di enormi cetacei, solo se qualcuno fosse riuscito a mantenere salda la presa su di lui in tutte le forme, come fece Eracle, avrebbe avuto l’obbligo di rispondere.

## Grotte
A lui è stata dedicata la Grotta di Nereo a Capo Caccia (Alghero), una delle grotte sommerse più importanti del Mediterraneo ed alle sue figlie varie grotte circostanti presso la stessa grotta.